# Tiroidectomia
La tiroidectomia, en medicina, fa referència a l'extirpació parcial o total de la glàndula tiroide. Aquestes glàndules formen part del sistema endocrí i tenen un rol fonamental en el metabolisme del cos. Són dos lòbuls que es localitzen al voltant de la tràquea i per sota de la laringe.

## Tipus de tiroidectomia
L'extirpació de la glàndula pot ser parcial o total segons l'afectació de la zona, patologia primària i estat de la persona. Aquests dos tipus d'intervenció quirúrgica es realitzarà sota anestèsia general.

### Tiroidectomia parcial
Aquesta fa referència a l'extirpació parcial de la glàndula. En aquesta intervenció es retira part de la glàndula, fins a un 90-95% d'aquesta. En aquest tipus d'intervenció es manté el nervi recurrent i una glàndula paratiroides.
A més a més, també cal introduir el concepte de hemitiroidectomia. Aquest procés quirúrgic consisteix en l'extirpació d'un sol lòbul i la part central anomenada istme. Tot i així, avui en dia no és tan utilitzada. S'utilitza quan el pacient és de baix risc.

### Tiroidectomia total
Aquesta consisteix en l'extirpació total de la glàndula. En aquests casos, sovint fa falta el tractament de substitució de l'hormona tiroidea per mantenir el metabolisme del cos i evitar l'hipotiroïdisme. Aquest tractament ha d'estar ben controlat per evitar situacions d'excés d'hormona o dèficit d'aquesta. La tiroidectomia total és el tractament d'elecció del càncer de tiroide.

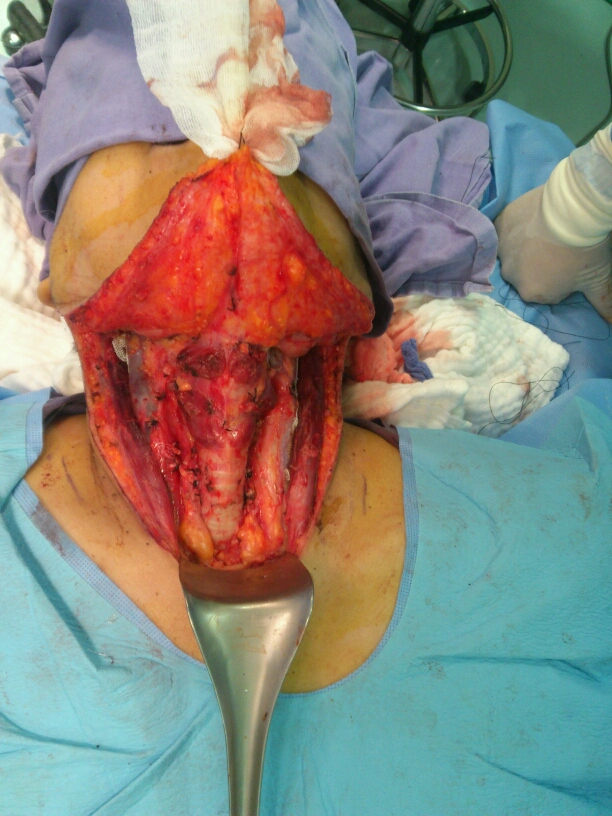
Visió de la glàndula tiroides amb els seus 2 lòbuls durant la intervenció quirúrgica

Aquest tipus d'intervenció té avantatges i alguns inconvenients. La total és més eficaç que la parcial, menys recidives, facilita el seguiment de la zona, entre d'altres. L'inconvenient és el risc quirúrgic que representa l'extirpació total de la glàndula.

### Limfadenectomia
En certes situacions, durant la intervenció quirúrgica, i especialment en els casos de càncer de tiroide, també extirpen alguns ganglis pròxims. En aquest procediment hi ha l'extirpació ganglionar del compartiment central o laterocervical. Aquestes es diferencien en els ganglis que s'extirpen i la seva localització. El primer fa referència a l'extirpació dels ganglis entre les dues caròtides i sota l'os hioides. La segona fa referència als ganglis situats entre l'artèria caròtide i vena jugular.

## Indicacions
Hi ha diferents situacions clíniques que precisen la tiroidectomia. El càncer de tiroides com a indicació principal, nòduls o quists a la zona de la tiroide, excés d'activitat de la glàndula tiroides, tumors benignes i la inflamació de la tiroides que pot provocar una dificultat de deglució i respiració.

## Riscos
Tota intervenció quirúrgica té tota una sèrie de riscos i possibles complicacions. Algunes d'elles són: sagnat durant la intervenció, hemorràgia post quirúrgica, disfonia, edema de coll, infecció, lesió dels nervis de la zona, increment nivells hormonals durant la intervenció, dificultat respiratòria, que és poc freqüent, entre d'altres.